# Cipocereus laniflorus
Cipocereus laniflorus ist eine Pflanzenart aus der Gattung Cipocereus in der Familie der Kakteengewächse (Cactaceae). Das Artepitheton laniflorus leitet sich von den lateinischen Worten lana für ‚Wolle‘ sowie -florus für ‚-blütig‘ ab und verweist auf die bewollten Blüten.

## Beschreibung
Cipocereus laniflorus wächst strauchig mit von der Basis verzweigten, säulenförmigen, olivgrünen Trieben, die anfangs oft bläulich bereift sind. Es sind 5 bis 7 dreieckige Rippen vorhanden. Aus den hellbraunen bis schwarzen Areolen entspringen lange weiße Haare. Die Areolen fließen mit der Zeit zusammen und bilden auf den Rippen ein fortlaufendes Band. Die dunkelbraunen Dornen sind durchscheinend. Die 7 bis 9 Mitteldornen sind abstehend und 1,5 bis 3 Zentimeter lang. Die 10 bis 14 Randdornen liegen an den Trieben an und weisen eine Länge von bis 1 Zentimeter auf.
Die weißen bis hell cremegelben, bewollten und bedornten Blüten sind bis 7 Zentimeter lang. Die eiförmigen, gerippten, mehr oder weniger purpurblauen Früchte sind ebenfalls bewollt und bedornt.

## Systematik, Verbreitung und Gefährdung
Cipocereus laniflorus ist im brasilianischen Bundesstaat Minas Gerais (Serra do Caraça) verbreitet.
Die Erstbeschreibung erfolgte 1997 durch Nigel Paul Taylor und Daniela Cristina Zappi (* 1965). Ein nomenklatorisches Synonym ist Pilosocereus laniflorus (N.P.Taylor & Zappi) P.J.Braun & Esteves (2002).
Cipocereus laniflorus wird in der Roten Liste gefährdeter Arten der IUCN als „Endangered (EN)“, d. h. stark gefährdet, eingestuft.

## Nachweise